# Rupert Giles
(Quentin Travers a Giles parlando di Buffy)
Rupert Edmund Giles è un personaggio della serie televisiva Buffy l'ammazzavampiri.
È interpretato da Anthony Head, doppiato in italiano da Stefano Benassi, durante tutta la serie. L'attore avrebbe dovuto interpretarlo anche nello spin-off Ripper (Squartatore), ma la serie non è mai stata prodotta.

## Biografia del personaggio

### Antefatti
Rupert Giles proviene da una ricca famiglia londinese. Sua nonna e suo padre sono stati Osservatori prima di lui, in effetti è stato il padre di Rupert che lo spinse a proseguire la tradizione di famiglia quando aveva solo 10 anni. Da giovane Giles è stato uno scapestrato, un ribelle che si faceva chiamare lo Squartatore (Ripper) che beveva e studiava l'occultismo, la sua passione era la musica. Frequentò l'Università di Oxford però, quando aveva 21 anni, sentendo il peso dell'imminente responsabilità di diventare un Osservatore abbandonò temporaneamente gli studi e a Londra cominciò a frequentare cattive compagnie come Ethan Rayne: facevano parte di un gruppo che veneravano i culti demoniaci. Avendo preso atto che quella che stava imboccando era una cattiva strada, Giles decise di responsabilizzarsi, divenne un Osservatore e fu scelto come mentore della prossima Cacciatrice, trasferendosi a Sunnydale trovando impiego nel liceo locale come bibliotecario.

### Prima stagione
Giles stabilisce un contatto con la Cacciatrice Buffy Summers quando quest'ultima si trasferisce a Sunnydale con la madre studiando nel liceo dove lui lavora, Giles cerca d'istruirla al meglio sulla sua missione. Il composto gentleman inglese si ritrova però ad avere a che fare con la ribelle e rivoluzionaria Buffy che non intende sottostare alle regole della Cacciatrice. Così seppur contrario all'inizio, in seguito permette che la ragazza venga aiutata in qualche modo anche dai suoi amici Willow e Xander. Ben presto l'uomo diventerà una figura di riferimento per il gruppo, e in particolare per Buffy arriverà quasi a sostituirsi alla figura paterna del tutto assente nella vita della ragazza.
Nell'episodio Il male nella rete farà la conoscenza della signorina Jenny Calendar, la professoressa del corso d'informatica. Tra i due scatta subito un'intesa destinata a evolversi successivamente in amore.
L'attaccamento di Giles per la sua cacciatrice viene messo in evidenza fin dalla puntata finale della prima stagione: ne La profezia, infatti, l'uomo tiene nascosta a Buffy l'esistenza della profezia secondo cui dovrà morire a 16 anni per mano del Maestro, e con Angel cerca un modo per scongiurarla, lui stesso era pronto ad affrontare il Maestro al posto di Buffy, quest'ultima però sopravvive per merito di Xander e mentre Giles, Jenny, Cordelia e Willow combattono contro la Bocca dell'Inferno, la ragazza uccide il Maestro.

### Seconda stagione
All'inizio della seconda stagione, nell'episodio Pezzi di ricambio, Rupert ha il suo primo appuntamento con Jenny, che finirà con il tentativo di uno studente di nome Eric di trasformare Cordelia in uno zombie per Daryl, ragazzo riportato in vita come non morto. I due ci riprovano, ma la loro storia non è destinata a una buona fine e, nell'episodio Oscurità, Giles viene cacciato dal demone Eyghon, che lui e Ethan in passato avevano evocato: il demone è ritornato per prendere possesso di un nuovo corpo. A farne le spese sarà Jenny, che verrà posseduta. Nonostante Giles riesca a salvarla con l'aiuto di Angel, anche se quest'ultimo annienta il demone la donna decide di prendersi una pausa dal loro rapporto.
I due si riconciliano nell'episodio Il fidanzato di mamma, ma la verità sulla donna provoca una nuova frattura. In Un attimo di felicità, dopo che Angel ha perso l'anima, Jenny rivela di essere Janna della tribù zingara dei Kalderash, (coloro che discendono dagli zingari che maledissero il vampiro cento anni prima), e di essere stata mandata lì per sorvegliare che Angel non raggiungesse mai la felicità. Giles non riesce a perdonarle la menzogna e il fatto di non essere stata completamente sincera con lui, rischiando anche di mettere in pericolo Buffy. I due si dividono nuovamente e non avranno più occasione di rimediare.
In Passioni, Angelus uccide Jenny. Un Giles furioso va da lui cercando vendetta, mostrando tra l'altro che Lo Squartatore è ancora una parte di lui, e solo l'intervento di Buffy lo salva dalle grinfie del vampiro che stava per uccidere l'Osservatore benché Giles fosse stato comunque capace di metterlo in seria difficoltà.
Ormai Angelus è diventato inarrestabile e vuole scatenare la fine del mondo, così Willow, usando gli appunti di Jenny, cerca di restituire l'anima al vampiro. Purtroppo, il gruppo viene attaccato e Giles è rapito dai nemici, che intendono usarlo per scoprire come attivare il rituale che scatenerà l'apocalisse. Angelus lo tortura barbaramente, ma è Drusilla, la vampira del gruppo, a farlo parlare dopo averlo ipnotizzato, così che la vedesse con le sembianze di Jenny. L'uomo verrà poi salvato da Xander, ma non potrà impedire che Buffy, sconvolta per aver ucciso l'amato, scappi da Sunnydale.

### Terza stagione
La terza stagione si apre con Giles che cerca di rintracciare la sua protetta, venendo accusato da Joyce Summers di essere il responsabile dei problemi della figlia. Quando infine Buffy ritorna, l'uomo la accoglie a braccia aperte e tra i due si rinstaura il vecchio rapporto.
Nell'episodio L'incantesimo, Giles mostra nuovamente l'affetto paterno che prova per la ragazza, inventando un rito solo per farle superare la perdita dell'amato. Ne I dolci della banda, a causa di alcune barrette di cioccolata stregate, ci verrà mostrato anche com'era Giles da giovane, nei panni dello Squartatore: in quell'occasione, l'uomo vivrà anche un fugace e piuttosto erotico rapporto con Joyce.
La fiducia tra Osservatore e Cacciatrice verrà messa a dura prova da due eventi: il ritorno di Angel e il test per i diciotto anni di Buffy. In Rivelazioni, Xander scopre che Angel è resuscitato e che Buffy lo ha tenuto nascosto, senza rivelarlo agli altri. Giles resterà particolarmente ferito dalla vicenda, dato che il vampiro è responsabile della morte della sua amata Jenny. In Compleanno di terrore, Giles deve sottoporre Buffy al Cruciamentum, un test che ogni cacciatrice deve superare al compiersi dei suoi diciotto anni. Non le rivelerà nulla della prova che la priva dei suoi poteri e, anche quando la ragazza cercherà conforto in lui per capire cosa le sta succedendo, l'uomo continuerà a nasconderle al verità. Arriverà a spiegarle tutto quando il vampiro che Buffy deve affrontare rapirà sua madre Joyce e, per questo, verrà licenziato dal Consiglio degli Osservatori.
Nonostante a Buffy venga assegnato il nuovo Osservatore Wesley Wyndam-Pryce, Giles continua a rimanere a Sunnydale come bibliotecario e punto di riferimento per il gruppo della cacciatrice. Anche nella battaglia finale contro il sindaco Richard Wilkins, Giles sarà al fianco di Buffy e, quando la ragazza offrirà il suo sangue per salvare Angel, l'uomo agirà come un vero e proprio padre. Giles aziona il detonatore facendo saltare in aria il liceo, uccidendo così Wilkins dopo che Buffy lo aveva attirato verso la trappola.

### Quarta stagione
Con l'inizio della quarta stagione, Giles è ufficialmente un disoccupato: dopo che il Consiglio si è rifiutato di aiutarli a salvare Angel nella stagione precedente, Buffy ha rinunciato alla guida del Consiglio e alla supervisione di un Osservatore.  Ora che la ragazza frequenta il college, lui non può più seguirla come prima. Quando Buffy avrà bisogno di assistenza, gliela fornirà, ma vivrà anche una forte gelosia per la professoressa Walsh che verrà elogiata spesso dalla giovane. Nell'episodio Un uomo nuovo, Giles verrà trasformato da Ethan Rayne in un demone, con la conseguenza di venire braccato dall'Organizzazione e aiutato da Spike. Alla fine, Buffy saprà riconoscerlo osservando solo i suoi occhi, segno che nessuno potrà prendere il posto dell'uomo nel suo cuore. 
Nella battaglia finale contro Adam, il quale era troppo forte per Buffy, a Giles viene un'idea: usare l'Incantesimo Unificante: Willow, usando l'incantesimo, fa in modo che sia lei, che Giles e Xander, possano combinare la loro forza vitale con quella di Buffy, e la trasformerà temporaneamente in una dea, donandole la forza necessaria per uccidere Adam.

### Quinta stagione
Nella quinta stagione, Giles decide di allontanarsi da Buffy pensando di non poterle essere più di alcun aiuto. Tuttavia, quando la ragazza gli chiederà di aiutarla a capire meglio cosa significhi essere una Cacciatrice, l'uomo deciderà di rimanere e diventerà il titolare del negozio di arti magiche di Sunnydale, che fungerà da "base" per il gruppo. Quando Buffy scopre che sua sorella Dawn è la Chiave, si confida con Giles e Joyce, sottolineando nuovamente il ruolo paterno dell'uomo.
In Il controllo, Giles viene nuovamente reintegrato nel Consiglio degli Osservatori, a cui lui e Buffy si erano rivolti per avere informazioni su Glory, la divinità infernale contro cui combattono nel corso della stagione.
Nell'episodio Un corpo freddo, quando Buffy si ritroverà con sua madre morta per via di un tumore, Giles le fornirà nuovamente assistenza e aiuto come solo un padre può dare.
Quando la battaglia con Glory raggiungerà livelli catastrofici nell'episodio Spirale di violenza, Giles verrà ferito gravemente, ma riuscirà a mettersi in sesto per il finale di stagione. Ne Il dono, strangolerà la parte umana della dea infernale, cioè il tutto sommato innocente e "vittima" Ben, per assicurarsi che non possa più nuocere a Buffy, confermando la propria spietatezza e il suo sangue freddo. Purtroppo, la cacciatrice morirà per salvare il mondo.

### Sesta stagione
Dopo la morte di Buffy, nel primo episodio della sesta stagione, Giles decide di tornare in Inghilterra, ma viene richiamato quasi subito in seguito alla resurrezione della giovane, a opera dei suoi amici. In quell'occasione, Giles scopre che il gruppo si è servito di un rito oscuro e inizia a sospettare che Willow, per la quale ha un affetto paterno tale e quale a quello nutrito per Buffy, stia perdendo il controllo della magia.
In Allagamento, offre il suo sostegno economico a Buffy che deve far fronte a varie spese e a un conto in rosso, in seguito alla morte di Joyce. Quando, in La vita è un Musical, Buffy rivela di essere stata strappata dal paradiso e che tornare a vivere è un dolore fortissimo, Giles capisce che deve lasciarla sola, in modo che trovi nuovamente la sua strada e una ragione per andare avanti. In Tabula rasa, parte di nuovo per l'Inghilterra e farà ritorno solo negli episodi finali della stagione.
Ricompare in Due da eliminare, dopo essere stato messo in guardia, da una congrega di streghe, che Willow è stata corrotta dai suoi poteri, e ingaggia un combattimento con la giovane usando pure lui la magia, venendo sopraffatto assieme a Buffy ed Anya dai suoi terribili poteri, al seguito del quale il negozio di magia verrà distrutto. Giles, tuttavia, impedirà a Willow di distruggere il mondo quando quest'ultima assorbirà la magia bianca che Giles aveva usato. Quel potere magico ha placato la rabbia della ragazza, indebolendo la magia nera che l'aveva corrotta, tanto che Xander riesce a farla rinsavire sventando la minaccia.

### Settima stagione
All'inizio della settima stagione, Giles è in Inghilterra dove ha trascorso l'intera estate con Willow, per cercare di farle riprendere il controllo dei suoi poteri di strega.
In seguito agli attacchi degli agenti del Primo (il “big bad” della stagione), la base del Consiglio verrà distrutta e la maggior parte degli Osservatori uccisi. In Ombre della notte, Giles ritorna a Sunnydale con un manipolo di cacciatrici in addestramento e alcuni volumi, che spera possono essere utili contro il nemico.
Nel corso dei vari episodi, Giles riassume il suo ruolo di mentore e guida per il gruppo e per le varie cacciatrici che si aggiungono a loro. Nell'episodio conclusivo della serie, il gruppo di Buffy vince la battaglia contro il Primo, e si mette poi in viaggio per l'Europa cercando le cacciatrici risvegliatesi, per addestrarle.
Nella quinta stagione di Angel, scopriamo che Giles sta cercando di ricostruire il Consiglio degli Osservatori e che Andrew Wells è un suo allievo, che studia per diventare Osservatore.

### Ottava stagione
Dopo la distruzione di Sunnydale, Giles aiuterà Buffy a ricostruire il Consiglio Degli Osservatori per fonderlo alla Scooby Gang, di modo da far nascere l'organizzazione anti vampiri diffusa in ogni parte del mondo e capitanata proprio dalla sua protetta. In seguito, andrà in giro per il mondo senza una base fissa per trovare e addestrare le nuove cacciatrici, nonché per sventare complotti demoniaci e trovare informazioni utili. Tuttavia, si terrà sempre in contatto con Buffy e gli altri.
Scoperto il piano ordito da Lady Genevieve e dallo stregone Roden per uccidere Buffy, si alleerà con Faith e la farà infiltrare nell'alta società, per avvicinarla all'aristocratica; il piano avrà buon esito e i due riusciranno a uccidere i cospiratori, che si scoprono in seguito essere pedine di Twilight. Buffy, tuttavia, venuta a sapere del piano e di come l'uomo l'abbia esclusa in favore di Faith, si arrabbierà molto con lui.
Visto l'esito della missione, Faith decide di restare a lavorare al fianco di Giles per impedire che si ripetano casi simili. I due inizieranno quindi a lavorare fianco a fianco, seppur con molte divergenze, reclutando e addestrando le Cacciatrici disagiate e bisognose di aiuto, come è stata Faith.
Quando la guerra tra Twilight e Buffy entrerà nel vivo, lui e la nuova protetta si uniranno alla battaglia, in questa occasione l'uomo si ricongiungerà alla Cacciatrice e la seguirà fin sull'Himalaia, dove incontreranno Oz, per imparare a sopprimere la magia interiore che permette a Twilight di localizzarle; tuttavia, il nemico le troverà comunque e, dopo un'estenuante battaglia in cui la soppressione dei poteri determinerà uno svantaggio enorme, riuscirà a metterli in ginocchio e catturare Giles, Faith e Andrew.
Teletrasportato nella base di Twilight, sarà salvato da morte certa dall'intervento di Buffy; rivelando di essere a conoscenza del piano superiore universale che i due stanno inconsapevolmente mettendo in atto. Quando il nemico si rivelerà essere Angel e ascenderà con Buffy a una dimensione superiore, rendendo l'attuale sacrificabile, Dopo la distruzione di Sunnydale, Giles aiuterà Buffy a ricostruire il Consiglio Degli Osservatori per fonderlo alla Scooby Gang di modo da far nascere l'organizzazione anti vampiri diffusa in ogni parte del mondo e capitanata proprio dalla sua protetta. In seguito si dirigerà in giro per il mondo senza una base fissa per trovare ed addestrare le nuove cacciatrici, nonché per sventare complotti demoniaci e trovare informazioni utili. Tuttavia si terrà sempre in contatto con Buffy e gli altri.
Scoperto il piano ordito da Lady Genevieve e dallo stregone Roden per uccidere Buffy, si alleerà con Faith e la farà infiltrare nell'alta società per avvicinarla all'aristocratica; il piano avrà buon esito e i due riusciranno ad uccidere i cospiratori (che si scoprono in seguito essere mossi da Twilight). Tuttavia Buffy venuta a sapere del piano e di come l'uomo l'abbia esclusa da tutto ciò in favore di Faith si arrabbierà molto con lui.
Visto l'esito della missione Faith decide di restare a lavorare al fianco di Giles per impedire altri casi simili. I due inizieranno quindi a lavorare fianco a fianco, seppur con molte divergenze, reclutando ed addestrando le Cacciatrici disagiate e bisognose di aiuto come è stata Faith.
Quando la guerra tra Twilight e Buffy entrerà nel vivo, lui e la nuova protetta si uniranno alla battaglia, in questa occasione l'uomo si ricongiungerà alla Cacciatrice e la seguirà fin sull'Himalaia, dove incontreranno Oz, per imparare a sopprimere la magia interiore che permette a Twilight di localizzarle; tuttavia, il nemico le troverà comunque e, dopo un'estenuante battaglia in cui la soppressione dei poteri determinerà uno svantaggio enorme, riuscirà a metterli in ginocchio e catturare Giles, Faith e Andrew.
Teletrasportato nella base di Twilight, sarà salvato da morte certa dall'intervento di Buffy; rivelando di essere a conoscenza del piano superiore universale che i due stanno inconsapevolmente mettendo in atto. Quando il nemico si rivelerà essere Àngel e ascenderà con Buffy a una dimensione superiore, rendendo l'attuale sacrificabile, Giàils combatterà al fianco dei compagni per difendere il proprio mondo dai demoni trans dimensionali che lo invaderanno.
Quando il gruppo tornerà a Sànnideil, alla ricerca del Seme delle Meraviglie, seguendo il piano escogitato da Spike, Àngel sarà posseduto dall'essenza dell'universo neonato e affronterà Buffy, per impedirle di nuocere al Seme. Giles, desideroso di fermare la guerra in atto e salvare la sua pupilla, si impadronirà allora della falce della guardiana e tenterà di distruggere l'artefatto. Sarà fermato dal posseduto Àngel, il quale gli romperà l'osso del collo a mani nude, uccidendolo sul colpo.
Per vendicare la morte del suo mentore, una furibonda Buffy distruggerà il Seme e rimuoverà la magia dal mondo.

## Poteri e abilità
Giles dispone di una vastissima conoscenza in fatto dei diversi tipi di demoni, vampiri ed altre creature delle tenebre, inoltre dispone di una conoscenza enorme della magia, sia che questa sia bianca, sia che sia nera. È in grado di praticare incantesimi, prima di trasferirsi a Sunnydale non aveva mai fatto utilizzo della magia ma già da subito si è rivelato capace di studiarla ed eseguirla, mettendo in evidenza le sue spiccate doti di apprendimento, usa anche incantesimi di alto livello e riti evocativi e protettivi. Inoltre ha più volte mostrato l'abilità di riuscire a comprendere il tipo di magia utilizzato da altri ed il modo di neutralizzarla.
Giles dispone di un'intelligenza molto fuori dall'ordinario, ed è un esperto programmatore e stratega capace di improvvisare un piano efficace in pochi istanti e progettarne uno inattaccabile in circostanze di tempo maggiori. È un uomo pieno di risorse che sa come uscire da ogni situazione ed ha diverse conoscenze nell'ambito dell'occulto in quasi ogni paese del mondo.
Giles è poliglotta ed oltre all'inglese parla correttamente il giapponese, il cinese, il cantonese, il greco, il tedesco ed il gaelico. Inoltre conosce alla perfezione svariate lingue morte come il latino, il greco antico e il sumero e dispone delle conoscenze basilari di francese ed italiano.
Giles è inoltre abile nelle pratiche di combattimento che sono insegnate alle cacciatrici, in quanto ne è l'allenatore. Tra le sue tante conoscenze specifiche di corpo a corpo, figurano inoltre il jujitsu, l'aikidō e la boxe. Nonostante sia sprovvisto dei superpoteri tipici della Cacciatrice, inoltre, Giles è uno dei pochi umani capaci di affrontare e vincere un vampiro con le proprie inferiori forze. Non violento per natura, Giles ha tuttavia una vasta e impeccabile competenza balistica con spade, coltelli, lance, asce, balestre e un'indefinita vastità di altre armi medievali.
Nella sesta stagione, Giles viene dotato dal consiglio degli Osservatori di poteri magici, presi a prestito da una congrega di streghe loro affiliate. Tramite l'utilizzo di questi poteri, riesce a contrastare perfino Willow, sebbene questi siano solo una facoltà temporanea persa dopo due episodi.
Giles inoltre ha un innato istinto benevolo, che lo porta a comprendere con facilità le turbe altrui e a riuscire sempre a trovare la maniera di essere di conforto.